# Plicní edém
Plicní edém (též edém plic, otok plic, plicní otok) je nahromadění kapaliny v plicích. Vede k poruše výměny plynů a může způsobit respirační selhání. Je způsobován poruchou srdce, která brání náležitému odčerpávání kapaliny z plicního oběhu (kardiogenní plicní edém) nebo přímým poškozením plicního parenchymu (nekardiogenní plicní edém). Léčba závisí na příčině, je zaměřena na odstranění této příčiny a na maximalizaci respirační funkce.

## Znaky a symptomy
Mezi symptomy plicního edému patří dušnost, silné pocení, úzkost a bledost viz pallor. Klasickým znakem plicního edému je produkce růžového zpěněného sputa. Pokud se plicní edém neléčí, může vést ke kómatu a i k smrti, protože jeho hlavní komplikací je hypoxie. Vyvíjí-li se edém postupně, objevují se příznaky přetížení kapalinou. Mezi ně patří nykturie (časté noční močení), otoky nohou (kdy se kůže po stlačení vrací do původní polohy jen pomalu), ortopnoe (nemožnost ležet kvůli silné dušnosti) a paroxysmální noční dušnost (epizody náhlé těžké noční dušnosti).